# Rejon nowomoskowski (1923–2020)
Rejon nowomoskowski (ukr. Новомосковський район) – istniejąca w latach 1923-2020 jednostka administracyjna wchodząca w skład obwodu dniepropetrowskiego Ukrainy, w 2020 weszła w skład rejonu samarskiego (do 2024 roku zwanego nowomoskowskim).
Rejon miał powierzchnię 1997 km² i liczył około 74 tysięcy mieszkańców. Siedzibą władz rejonu był Nowomoskowśk.
Na terenie rejonu znajdowała się 1 miejska rada, 4 osiedlowe rady i 14 rad wiejskich, obejmujących w sumie 49 wsi i 4 osady.